# Котузяк Федір Степанович
Фе́дір Степа́нович Котузя́к (позивний «Годой»; 7 травня 1980, с. Ворвулинці, Тернопільська область — 8 липня 2022, Дементіївка, Харківська область) — український міліціонер, військовослужбовець, старший лейтенант 241 ОБрТрО Збройних сил України, учасник російсько-української війни. Кавалер ордена «За мужність» III ступеня (2023, посмертно). Почесний громадянин Тернопільської області (2024, посмертно).

## Життєпис
Федір Котузяк народився 7 травня 1980 року в селі Ворвулинцях, нині Товстенської громади Чортківського району Тернопільської области України.
Закінчив Одеський інститут сухопутних військ. Служив у Скалі-Подільській та Чернівцях.
Працював дільничним у Заліщицькому райвідділі міліції. Після тривалого лікування внаслідок аварії в 2008 році звільнений за станом здоров'я.
Учасник Революції гідності.
З початком повномасштабного російського вторгнення в Україну й після відмови в місцевому військкоматі (через стан здоров'я) поїхав до столиці, на початку квітня потрапив до лав 242-го батальйону 241-ї окремої бригади ТрО, а звідти на фронт.
Був командиром взводу роти вогневої підтримки. Загинув 8 липня 2022 року на Харківщині.
Похований 18 вересня 2022 року в місті Заліщики.
Залишилися дружина та донька.

## Нагороди
- орден «За мужність» III ступеня (5 травня 2023, посмертно) — за особисту мужність, виявлену у захисті державного суверенітету та територіальної цілісності України, самовіддане виконання військового обов'язку;
- почесний громадянин Тернопільської області (2024, посмертно)[1].

## Вшанування пам'яті
У жовтні 2022 року відкрито пам'ятну дошку Федорові Котузяку на адміністративній будівлі відділення поліції в Заліщиках.